# Lijn C (metro van Rome)
Lijn C is een metrolijn in de Italiaanse hoofdstad Rome die de oostelijke wijken met het centrum verbindt.

## Geschiedenis

### Metroplan 1941
De eerste plannen voor de lijn dateren uit 1941 als onderdeel van het metro ontwikkelingsplan. Deze lijn zou het, tussen 1927 en 1933 gebouwde sportcomplex Foro Mussolini, via de binnenstad verbinden met Rebibbia. Vanaf het sportcomplex liep de lijn naar de Piazza Risorgimento en vandaar tussen de Sint-Pieter en de Engelenburcht door naar de overkant van de Tiber. Met een tunnel onder de Corso Vittorio Emanuele II werd de Piazza Venezia bereikt. Ten oosten van de Piazza Venezia liep het beoogde traject via een station bij de Largo del Tritone naar Repubblica waar lijn A gekruist zou worden en Termini waar lijn B gekruist zou worden. Ten oosten van Termini was een tunnel onder de Viale dell'Università en de Via Tiburtina voorzien. Het oostelijke eindpunt was gepland bij het industrieterrein ten oosten van Rebibbia. Door de Tweede Wereldoorlog werden de plannen voor de metro opgeschort en de bouw van lijn B werd in 1948 hervat. In 1955 werd lijn B geopend en lijn A volgde in 1980 zodat de zuidelijke wijken en het centrum werden bediend door de metro.

### Vertakkingen
Om ook het noorden en westen op de metro aan te sluiten kwamen in de jaren 70 uitbreidingsplannen op tafel. De verlenging van lijn A naar het westen werd in 1976 goedgekeurd, maar de bekostiging van de verlenging van lijn B kreeg voorrang. Zowel voor lijn A als lijn B werden, na de opening van lijn A in 1980, vertakkingen voorgesteld waaronder een aftakking van lijn A vanaf Ottaviano naar het, inmiddels Foro Italico geheten, sportcomplex rond het Olympisch Stadion ten noorden van Ottaviano. Hierdoor zouden zowel het westelijke als het oostelijke deel van lijn C als onderdeel van de andere twee lijnen worden gerealiseerd. Het deel tussen Termini en Rebibbia werd tussen 1982 en 1990 daadwerkelijk gebouwd, iets noordelijker dan het geplande tracé uit 1941, als verlenging van lijn B. Hier werd ook een vertakking gepland als vervanger van het niet gebouwde noordstuk van lijn B uit 1941. Deze vertakking is begin 21e eeuw ook echt gebouwd.

### Premetro
De buurtspoorweg Rome-Pantano-Fiuggi-Alatri werd in de eerste helft van de jaren 80 van de twintigste eeuw meerdere keren getroffen door natuurgeweld waardoor de dienst ten oosten van San Cesareo werd gestaakt. Op 25 februari 1984 werd het station van Laghetto, tussen Pantano en San Cesareo, weggespoeld en was de lijn ingekort tot Monte Compatri – Pantano. De SFV (Società per le Ferrovie Vicinali) onderhield sinds 1916 een sneltramdienst op deze smalspoorlijn (950 mm) door de oostelijke wijken en voorsteden, maar na het natuurgeweld werd het resterende deel van de buurtspoorweg onderdeel van het stadsvervoer en de ombouw tot metrolijn lag dan ook voor de hand. De, door de voorgestelde vertakkingen, ongebruikte letter C werd toegekend aan de “oostlijn”. Zonder dat een tracé door de binnenstad was vastgelegd werd in 1996 begonnen met de modernisering van het baanvak buiten de ringweg van Rome (GRA) waarbij rekening werd gehouden met een toekomstig metrobedrijf. Vanaf 2002 werd de sneltramdienst als premetro hervat, waarbij binnen de GRA gereden werd over de route naar het tramstation bij de Via Mamiani naast station Termini.

### Metro
In de eerste helft van de jaren 90 van de twintigste eeuw kreeg de “oostlijn” vaste vorm maar het traject ten westen van Pigneto stond in 1996 allerminst vast. Destijds werd overwogen om de oostlijn via Piazza Venezia aan de spoorlijn Roma-Viterbo te koppelen en daarmee de nieuwe lijn C te vormen. Deze zou dan, op het metrostation Venezia na, geheel anders lopen dan in het plan van 1941. Ten noorden van Venezia zou onder het centrum een tunnel naar Station Piazzale Flaminio lopen en het deeltraject Flaminio-Tor di Quinto zou worden omgebouwd tot metro. Het noordelijke eindpunt zou komen bij Vigna Clara. De drukte op de metrostations in de binnenstad nam toe en men wilde ook de bereikbaarheid van de bezienswaardigheden verbeteren. Hierom werd begin 21e eeuw besloten om af te zien van vertakkingen, die geen capaciteit maar wel extra druk opleveren, maar nieuwe lijnen te bouwen om de capaciteit te vergroten. Voor lijn C betekende dit dat voor het noordwestelijke deel werd teruggegrepen op het plan uit 1941. Ondanks dat het besluit genomen was omdat vertakkingen geen extra capaciteit in de binnenstad zouden opleveren werden aan de oostkant toch twee zijtakken voorzien. Hierdoor zou ten oosten van Torre Angela de omgebouwde smalspoorlijn naar Pantano als C1 worden geëxploiteerd en de aftakking naar Tor Vergata als C2. De C1 en C2 zouden dan tussen Grottarossa en Torre Angela hetzelfde traject berijden. De andere tak zou bij Teano naar het noorden aftakken en als C3 naar Ponte Mammolo lopen, de metro's van de C3 zouden dan rijden tussen Clodio-Mazzini en Ponte Mammolo. Deze plannen bleken uiteindelijk niet realiseerbaar. De zijtak naar Tor Vergata bleek te duur en onrendabel. In plaats hiervan wordt lijn A op termijn als lightrailverbinding verlengd via het tracé Anagnina – Romanina – Tor Vergata. De vertakking tussen Teano en Ponte Mammolo staat nog wel steeds gepland, maar er is nog geen opleverdatum bekend.

## Aanleg
In 2005 werd het uitgewerkte plan voor lijn C gepresenteerd waarin tussen Venezia en Ottaviano het in 1941 voorgestelde traject gevolgd wordt. Ten noorden van Ottaviano volgt het nieuwe tracé van lijn C vrijwel de route van de niet gebouwde noordtak van lijn A. De lijn eindigt echter niet bij het Olympisch stadion maar loopt langs het Olympisch dorp. Ten noorden van het Olympisch dorp werden nog 7 stations gepland ten behoeve van de noordelijke wijken, waaronder Vigna Clara. Ten zuiden van de Piazza Venezia werd een route gekozen langs het het Colosseum naar San Giovanni. Van de andere kant zou de smalspoorlijn ten oosten van Parco di Centocelle worden omgebouwd tot metro. Een nieuwe tunnel tussen Parco di Centocelle en San Giovanni maakte het tracé compleet. Op 7 juli 2008 werd de sneltramdienst buiten de GRA gestaakt en begon de ombouw van de spoorwijdte van 950 mm naar de standaard 1435 mm. Tegelijkertijd werd begonnen met de tunnel tussen de GRA en het depot van de lijn bij Parco di Centocelle. Tijdens de aanleg van de tunnel tussen Giardinetti en Parco di Centocelle werd de tramdienst binnen de GRA bovengronds voortgezet. De ombouw was in 2014 gereed en een jaar later kon ook de tunnel tussen Parco di Centocelle en Lodi gebruikt worden. De vele archeologische vondsten uit het oude Rome leiden tot veel vertragingen bij de werkzaamheden en daarom werd de lijn pas op 12 mei 2018 aangesloten op de rest van het metronet. In station San Giovanni is een mini museum gebouwd met een fraaie expositie van de vele gevonden artefacten, maar de werkzaamheden ten westen van de Piazza Venezia werden in 2010 voor onbepaalde tijd opgeschort. Op 30 augustus 2020 meldde de burgemeester van Rome op facebook dat de tunnelboormachines de Piazza Venezia hebben bereikt. De oplevering van het baanvak San Giovanni – Fori Imperliali (Colosseum) is gepland voor 2022. Het ontwerp voor het station onder de Piazza Venezia is in januari 2021 door het stadsbestuur ingediend bij het ministerie van infrastructuur en vervoer teneinde de bekostiging rond te krijgen.

## Reizigersdienst
De metrolijn is gebouwd voor automatische metro's en de perrons zijn dan ook allemaal voorzien van perronschermen met perrondeuren. Het rollend materieel is een verdere ontwikkeling van het materieel dat eerder geleverd werd aan de metro van Kopenhagen. Het depot van de lijn ligt naast station Graniti waar ook de verkeersleiding gevestigd is.

## Stations
| Station                                 | Overstappunt | Foto * | Type                         | Geopend          | Ligging                        | Opmerkingen |
| --------------------------------------- | ------------ | ------ | ---------------------------- | ---------------- | ------------------------------ | --- |
| Grottarossa                             |              | 370 !  |                              | 0 !              | 41° 58′ 25″ NB, 12° 26′ 28″ OL | |
| Tomba di Nerone                         |              | 380 !  |                              | 0 !              | 41° 57′ 56″ NB, 12° 26′ 33″ OL | |
| Villa San Pietro                        |              | 390 !  |                              | 0 !              | 41° 57′ 49″ NB, 12° 27′ 11″ OL | |
| Parco di Veio                           |              | 400 !  |                              | 0 !              | 41° 57′ 26″ NB, 12° 27′ 22″ OL | |
| Giuochi Delfici                         |              | 410 !  |                              | 0 !              | 41° 56′ 48″ NB, 12° 27′ 48″ OL | |
| Giuochi Istmici                         |              | 420 !  |                              | 0 !              | 41° 56′ 33″ NB, 12° 27′ 44″ OL | |
| Farnesina                               |              | 430 !  |                              | 0 !              | 41° 56′ 17″ NB, 12° 27′ 57″ OL | |
| Auditorium                              |              | 440 !  |                              | 0 !              | 41° 55′ 46″ NB, 12° 28′ 21″ OL | |
| Clodio Mazzini                          |              | 450 !  |                              | 0 !              | 41° 55′ 11″ NB, 12° 27′ 41″ OL | |
| Ottaviano - San Pietro - Musei Vaticani |              | 530 !  | ondiep gelegen zuilenstation | 16 februari 1980 | 41° 54′ 33″ NB, 12° 27′ 28″ OL | |
| Risorgimento                            |              | 640 !  |                              | 0 !              | 41° 54′ 22″ NB, 12° 27′ 30″ OL | |
| San Pietro                              |              | 650 !  |                              | 0 !              | 41° 54′ 9″ NB, 12° 27′ 52″ OL  | |
| Chiesa Nuova                            |              | 660 !  |                              | 0 !              | 41° 53′ 53″ NB, 12° 28′ 8″ OL  | Bezienswaardigheid: Chiesa Nuova                                                                                      |
| Venezia                                 |              | 670 !  |                              | 0 !              | 41° 53′ 44″ NB, 12° 28′ 58″ OL | Bezienswaardigheid: Piazza Venezia                                                                                    |
| Colosseo                                |              | 680 !  | dubbelgewelfdstation         | 10 februari 1955 | 41° 53′ 28″ NB, 12° 29′ 30″ OL | Bezienswaardigheden: Colosseum en Fori Imperiali                                                                      |
| Porta Metronia                          |              | 690 !  |                              | 0 !              | 41° 52′ 59″ NB, 12° 30′ 10″ OL | |
| San Giovanni                            |              | 710 !  | dubbelgewelfdstation         | 16 februari 1980 | 41° 53′ 9″ NB, 12° 30′ 35″ OL  | |
| Lodi                                    |              | 990 !  | Kuip                         | 29 juni 2015     | 41° 53′ 12″ NB, 12° 31′ 4″ OL  | |
| Pigneto                                 |              | 1000 ! | Kuip                         | 29 juni 2015     | 41° 53′ 18″ NB, 12° 31′ 41″ OL | |
| Malatesta                               |              | 1010 ! | Kuip                         | 29 juni 2015     | 41° 53′ 14″ NB, 12° 32′ 25″ OL | |
| Teano                                   |              | 1020 ! | Kuip                         | 29 juni 2015     | 41° 53′ 21″ NB, 12° 33′ 5″ OL  | Geplande aftakking richting Ponte Mammolo aan lijn B                                                                  |
| Gardenie                                |              | 1030 ! | Kuip                         | 29 juni 2015     | 41° 53′ 11″ NB, 12° 33′ 42″ OL | |
| Mirti                                   |              | 1040 ! | Kuip                         | 29 juni 2015     | 41° 52′ 52″ NB, 12° 33′ 60″ OL | |
| Parco di Centocelle                     |              | 1050 ! | Kuip                         | 9 november 2014  | 41° 52′ 29″ NB, 12° 34′ 5″ OL  | |
| Alessandrino                            |              | 1060 ! | dubbelgewelfdstation         | 9 november 2014  | 41° 52′ 17″ NB, 12° 34′ 43″ OL | |
| Torre Spaccata                          |              | 1070 ! | dubbelgewelfdstation         | 9 november 2014  | 41° 52′ 8″ NB, 12° 35′ 12″ OL  | |
| Torre Maura                             |              | 1080 ! | dubbelgewelfdstation         | 9 november 2014  | 41° 52′ 0″ NB, 12° 35′ 48″ OL  | |
| Giardinetti                             |              | 1090 ! | uitgraving                   | 9 november 2014  | 41° 51′ 51″ NB, 12° 36′ 36″ OL | |
| Torrenova                               |              | 1100 ! | maaiveld                     | 2 juni 1916      | 41° 51′ 48″ NB, 12° 37′ 1″ OL  | Sneltram van 2 juni 1916 tot 26 augustus 1999 Premetro van 2 oktober 2005 tot 7 juli 2008 Metro sinds 9 november 2014 |
| Torre Angela                            |              | 1110 ! | maaiveld                     | 2 oktober 2005   | 41° 51′ 52″ NB, 12° 37′ 33″ OL | Premetro van 2 oktober 2005 tot 7 juli 2008 Metro sinds 9 november 2014                                               |
| Torre Gaia                              |              | 1120 ! | maaiveld                     | 2 oktober 2005   | 41° 51′ 51″ NB, 12° 38′ 8″ OL  | Premetro van 2 oktober 2005 tot 7 juli 2008 Metro sinds 9 november 2014                                               |
| Grotte Celoni                           |              | 1130 ! | maaiveld                     | 2 juni 1916      | 41° 51′ 46″ NB, 12° 38′ 46″ OL | Sneltram van 2 juni 1916 tot 26 augustus 1999 Premetro van 2 oktober 2005 tot 7 juli 2008 Metro sinds 9 november 2014 |
| Due Leoni - Fontana Candida             |              | 1140 ! | uitgraving                   | 1 maart 2006     | 41° 51′ 54″ NB, 12° 39′ 29″ OL | Premetro van 1 maart 2006 tot 7 juli 2008 Metro sinds 9 november 2014                                                 |
| Borghesiana                             |              | 1150 ! | uitgraving                   | 1 maart 2006     | 41° 51′ 53″ NB, 12° 40′ 2″ OL  | Premetro van 1 maart 2006 tot 7 juli 2008 Metro sinds 9 november 2014                                                 |
| Bolognetta                              |              | 1160 ! | talud                        | 1 maart 2006     | 41° 51′ 55″ NB, 12° 40′ 51″ OL | Premetro van 1 maart 2006 tot 7 juli 2008 Metro sinds 9 november 2014                                                 |
| Finocchio                               |              | 1170 ! | ondiep gelegen zuilenstation | 1 maart 2006     | 41° 51′ 56″ NB, 12° 41′ 16″ OL | Premetro van 1 maart 2006 tot 7 juli 2008 Metro sinds 9 november 2014                                                 |
| Graniti                                 |              | 1180 ! | viaductstation               | 1 maart 2006     | 41° 51′ 57″ NB, 12° 41′ 53″ OL | Depot van lijn C Premetro van 1 maart 2006 tot 7 juli 2008 Metro sinds 9 november 2014                                |
| Monte Compatri – Pantano                |              | 1190 ! | viaductstation               | 1 maart 2006     | 41° 51′ 57″ NB, 12° 42′ 27″ OL | Premetro van 1 maart 2006 tot 7 juli 2008 Metro sinds 9 november 2014                                                 |

* De sorteerwaarde van de foto is de ligging langs de lijn